# Neohelvibotys oxalis
Neohelvibotys oxalis is een vlinder uit de familie van de grasmotten (Crambidae). De wetenschappelijke naam van deze soort is voor het eerst voorgesteld door John Frederick Gates Clarke in een publicatie uit 1965.
De soort komt voor op de Juan Fernández-archipel (Chili).